# Ali Younesi

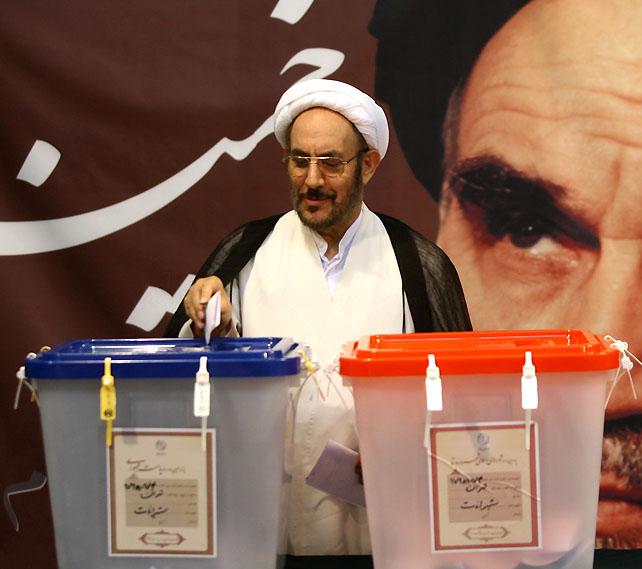
Ali Younesi bei der Präsidentschaftswahl im Iran 2013

Ali Younesi (persisch علی یونسی‎; * 1955 in Nahavand) ist ein iranischer Kleriker mit dem religiösen Titel Hodschatoleslam und war vom 23. Februar 1999 bis zum 24. August 2005 Leiter des iranischen Geheimdienstes VEVAK.
Nach der islamischen Revolution war Younesi zunächst als Richter am Revolutionsgericht in Ghom danach in Teheran tätig. Zusammen mit Mohammad Reischahri reorganisierte er 1984 den iranischen Geheimdienst, später war er im militärischen Geheimdienst tätig.
Durch Mohammed Chatami wurde Younesi 1997 zum neuen Leiter des Geheimdienstes ernannt, im Zuge der Amtsübernahme durch Mahmud Ahmadinedschad 2005 entlassen.